# ناقصة متقابلة الذرى
ناقصة متقابلة الذرى (الاسم العلمي:Amorpha apiculata) هي نوع من النباتات يتبع جنس الناقصة من الفصيلة البقولية.